# Szevasztopol ostroma (1854–1855)
Szevasztopol ostroma (1854. október 17. – 1855. szeptember 11.), a krími háború (1853–1856) fő művelete, amelynek során 50 000 brit és francia katona (akikhez 1855 folyamán 10 000 piemonti csapat csatlakozott) Lord Raglan és François Canrobert tábornok parancsnoksága alatt ostromolta és végül elfoglalta az orosz fekete-tengeri flotta fő tengeri bázisát. 
Szevasztopol védelmét Eduard Totleben ezredes hadmérnök építette ki, az orosz csapatokat Alekszandr Mensikov herceg vezényelte. Az ostrom 11 hónapig tartott, mert a szövetségeseknek hiányzott a nehéz tüzérség a védelem hatékony szétzúzásához, miközben az ostrom megtörésére irányuló orosz erőfeszítések kudarcot vallottak. A tél súlyos szenvedéseket és súlyos áldozatokat hozott a szövetséges csapatok között, amelyek parancsnokai alig vagy egyáltalán nem voltak felkészülve téli hadjáratra. Ez a helyzet több válságot okozott a brit kormányon belül. 
1855. szeptember 8-án a francia csapatok elfoglalták a Malakov erődöt, amely létfontosságú volt védelmi pozíció szempontjából a város délkeleti végén. Szeptember 11-én az oroszok elsüllyesztették hajóikat a kikötőben, felrobbantották az erődítményeket és kiürítették Szevasztopolt. A szövetségesek elfoglalták a várost, de nem üldözték az oroszokat. A háború ekkor gyorsan véget ért 1856 elején.